# Poggenfahrtsgraben
Der Poggenfahrtsgrabenⓘ ist ein etwa 3 km langer rechter Nebenfluss der Hessel im nordrhein-westfälischen Peckeloh, einem Ortsteil der Stadt Versmold. Der Wassergraben stellt zum größeren Teil die Gemeindegrenze zwischen dem Ortsteil Peckeloh und der Stadt Versmold dar.